# Comissió dels Vint
La Comissió dels Vint és la comissió de representants de l'electorat català que va elaborar l'avantprojecte d'Estatut d'Autonomia de Catalunya de l'any 1979. Aquell avantprojecte fou preparat per una representació de vint diputats i senadors de les Corts espanyoles escollits en les primeres eleccions democràtiques de l'Estat després del franquisme (1977). Són els pares de L'Estatut que ha regit a Catalunya durant vint-i-set anys.

## Origen i objecte[1]
La creació de la Comissió té com a origen l'Assemblea de Parlamentaris de Catalunya convocada el 15 de juny de 1978, per raons d'operativitat a Madrid. L'objecte era donar un impuls a l'Estatut d'Autonomia un cop la Comissió Constitucional hagi enllestit el Projecte de Constitució. La sessió presidida per pel senador Felip Solé Sabarís acorda no esperar la finalització del tràmit parlamentari, el referèndum i l'entrada en vigor de la Constitució per encetar la discussió estatutària. Decideix elaborar l'Estatut a través de l'Assemblea de Parlamentaris catalans. Es tractava de prendre la iniciativa per no retardar els tràmits d'una de les reivindicacions més sentides del poble català. Per fer-ho, es decideix crear una comissió de parlamentaris que redaccti un avantprojecte. El 3 de juliol reunida novament l'Assemblea a Barcelona decidí el nombre i la composició, amb la voluntat que fossin present de manera proporcional totes les forces polítiques amb representació parlamentària. Serà la Comissió dels Vint, els pares de l'Estatut de Sau.

## La tasca de la Comissió[2]
La primera reunió de la Comissió fou a Barcelona l'1 d'agost de 1978 a l'Ajuntament de BCN. La presidí la mesa l'Andreu Abelló i com vicepresidents Verde Aldea, Solé Tura, de Sárraga i Alavedra. Aprovaren entre altres qüestions el mètode de treball i el calendari. La següent reunió fou de 8 de setembre on es decidí cercar un lloc fora de Barcelona per donar un empenta a la redacció del text, i també per seguir la tradició d'anomenar les cartes magnes catalanes pel nom del lloc on es van redactar, com ara l'Estatut de Núria de l'any 1932.
El lloc escollit fou el parador del pantà de Sau, prop de les Masies de Roda. Les dates de reunió foren del 15 al 18 de setembre. L'establiment fou tancat al públic i custodiat per les forces de seguretat. A més dels vint parlamentaris hi havia dues secretàries i l'Agustí Mercè Varela que ja hi havia viscut l'elaboració de l'any 1931 a Núria. L'estada fou considerada profitosa perquè en la recta final de la redacció es tornà a repetir una segona estada els dies 3 al 5 de novembre. En aquesta segona trobada s'enllestí pràcticament el text que es lliurà a l'Assemblea de Parlamentaris per la seva aprovació. La Comissió dels Vint havia finalitzat el seu treball.
L'Assemblea lliurà el text definitiu al President Tarradellas el 20 de desembre. El 29 de desembre de 1978 l'Assemblea de Parlamentari presenta el projecte al registre de les Corts Espanyoles, amb una còpia en castellà.

## El contingut de l'avantprojecte
La llei orgànica de l'Estatut d'Autonomia amb la qual es va aprovar, retallat, el projecte de la Comissió dels Vint defineix les institucions catalanes que s'agrupaven sota el nom de Generalitat, les competències que se li atorgaven o se li reservaven i les relacions amb l'Estat espanyol. La institució encarregada d'aprovar, modificar o derogar les lleis, segons l'Estatut del 79, seria el Parlament de Catalunya.
L'Estatut retallat per les Corts espanyoles va ser posteriorment aprovat pel poble català en un referèndum i ratificat per les mateixes Corts Generals el novembre de 1979.

## Els components de la Comissió[4]
Els pares de l'Estatut (la Comissió dels Vint) van ser: Macià Alavedra (CDC), Miquel Roca Junyent (CDC), Laureano López Rodó (AP), Eduardo Martín Toval (PSC), Josep Andreu Abelló (PSC), Josep Maria Triginer i Fernández (PSC), Josep Benet (independent pel PSUC), Felip Solé Sabarís (PSC), Jaume Sobrequés i Callicó (Independent pel PSC), Josep Subirats (PSC), Josep Sendra i Navarro (CDC), Jordi Solé Tura (PSUC), Josep Solé Barberà (PSUC), Dolors Calvet i Puig (PSUC), Josep Verde Aldea (PSC), Marcel·lí Moreta (UCD), Anton Cañellas (CC-UCD), Joaquim Arana i Pelegrí (ERC), Manuel de Sárraga Gómez (UCD) i Carles Güell de Sentmenat (CC-UCD). En el procés d'elaboració de l'Estatut, però, varen tenir especial protagonisme els diputats Miquel Roca, Jordi Solé Tura i Eduardo Martín Toval, que formaven el que es va anomenar la troica que després va haver de negociar l'Estatut amb el Govern de l'Estat i les Corts espanyoles.

## Una Comissió oblidada
Alguns historiadors, com Jaume Sobrequés, i Andreu Mayayo afirmen que la Comissió dels Vint que redactà l'avantprojecte d'Estatut d'Autonomia de Catalunya de 1979 que no oblidem és la Carta Magna ha regit Catalunya en el període més llarg de llibertat des del 1714, és un comissió oblidada. En altres països com per exemple els EUA, o com l'Estat espanyol sense anar més lluny, han publicitat a bastament els noms dels redactors del text de la seva Carta Magna i aquests han rebut el reconeixement institucional i els guardons corresponents. No succeeix el mateix a Catalunya. Ningú coneix els noms del text del que redactaren el de Catalunya. Els historiadors citats advoquen per revertir aquest situació.

## Vegeu
- Membres de la Comissió dels Vint